# Brederis
Brederis oder Brädris (Vorarlbergerisch) ist ein Ortsteil von Rankweil in Österreich. Das Ortsgebiet erstreckt sich von der A14 bis zum Hundesportplatz und von der L52 bis zur Frutz.

## Geographie
Die Grenzen von Brederis sind nicht festgelegt und dadurch umstritten. Im Volksmund allerdings wird alles westlich der Rheintal Autobahn dem Dorf Brederis angerechnet und alles östlich gehört zu Rankweil. Das Ortsgebiet lässt sich grob in drei Teile einteilen: Dorf, Ried, Paspels. Diese splittern sich aber noch in mehrere kleine Ortsteile auf. Paspels hat ungefähr 855 Einwohner. Diese werden statistisch allerdings nicht Brederis zugerechnet, sondern bilden einen eigenen Zählsprengel.
Im Uhrzeigersinn grenzt Brederis an: Koblach, Röthis, Sulz, Rankweil, Altenstadt, Gisingen & Meiningen.

## Ortsteile
- Paspels
- Kunertwerk
- Maldina
- Frützelgraben
- Jupident
- Sennhof
- Weitried
- Großfeld
- Osang
- Petzlern
- Luttengraben
- Brederiser Wiesen
- Dorf

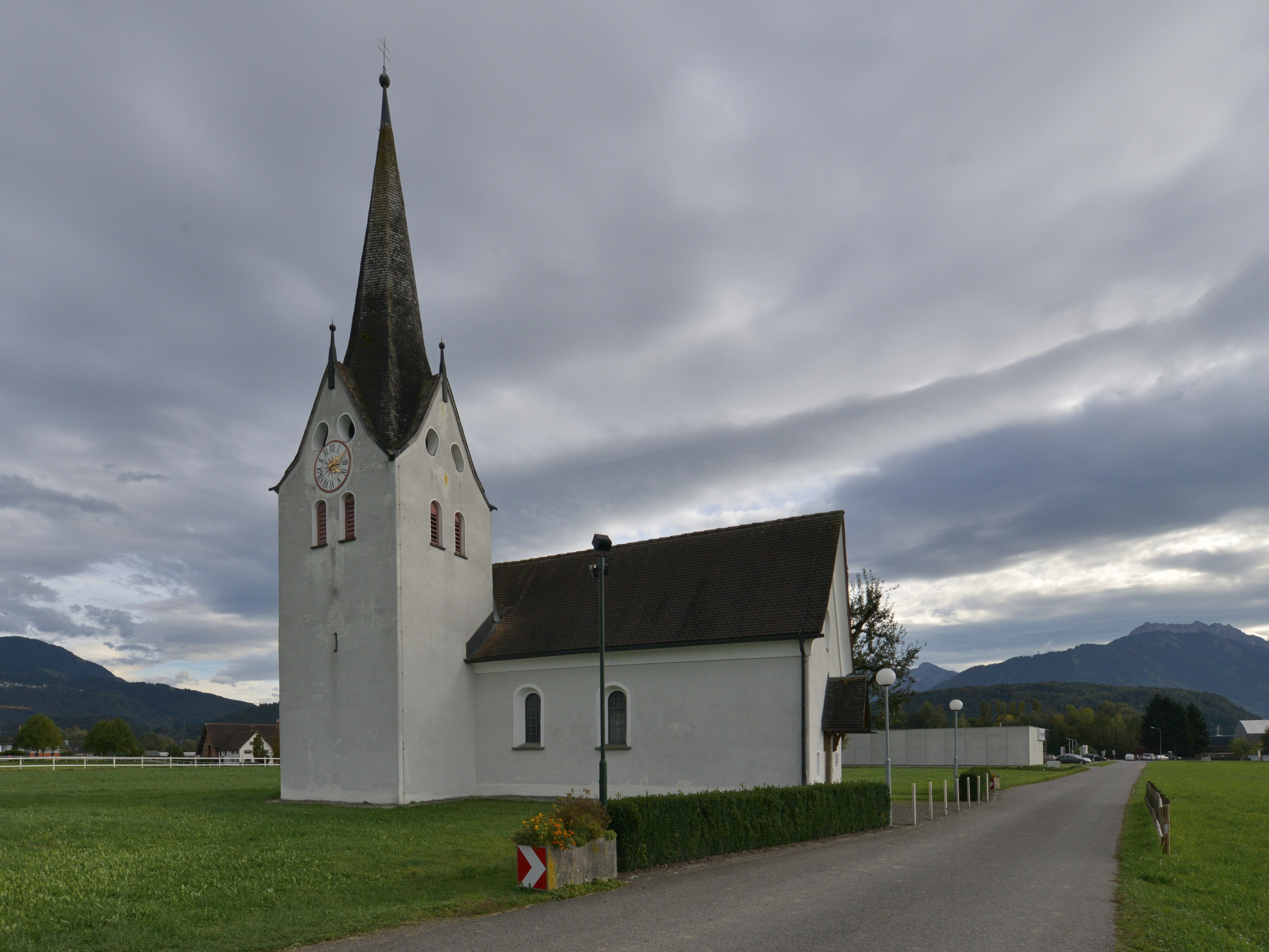
Kirche zur heiligen Anna

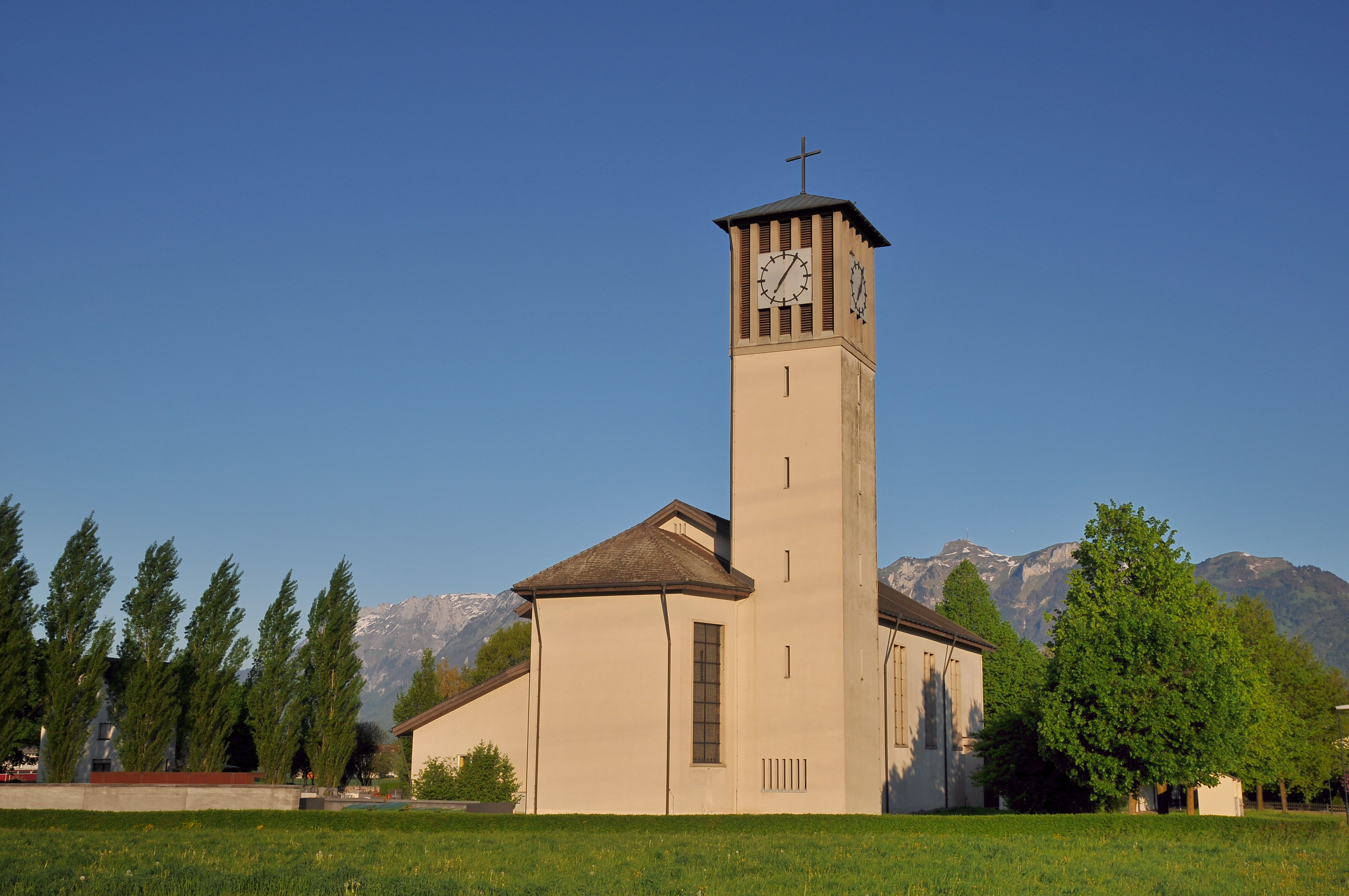
Kirche zum heiligen Eusebius im Dorfkern

Brederis gehört dennoch zu Rankweil und hat keinen Ortsvorsteher.

## Geschichte
Brederis wurde von den Römern besiedelt und damals "Clunia" genannt. Überreste von Gemäuer und Hypokausten sind im Bereich eines Freilichtmuseums erhalten. In Urkunden des Klosters St. Gallen aus dem Zeitraum 774 bis 920 finden sich Schreibweisen zu Orten in Vorarlberg, u. a. Praedurene für Brederis (Bräderis) im Jahr 820. Im 16. Jahrhundert wurde die Kirche zur heiligen Anna erbaut. An jener Stelle soll der heilige Eusebius von Rankweil geköpft worden sein. Im Jahr 1959 wurde eine neue Pfarrkirche, die dem Hl. Eusebius geweiht ist, eingeweiht.
Brederis war lange Zeit eine Landwirtschaftsparzelle und später ein klassisches Straßendorf entlang der Schweizerstraße. Mediales Aufsehen erlangte Brederis in den 1990er Jahren durch die zahlreichen Proteste für eine Ortsumfahrung, die heutige Landesstraße 52.

## Sehenswürdigkeiten

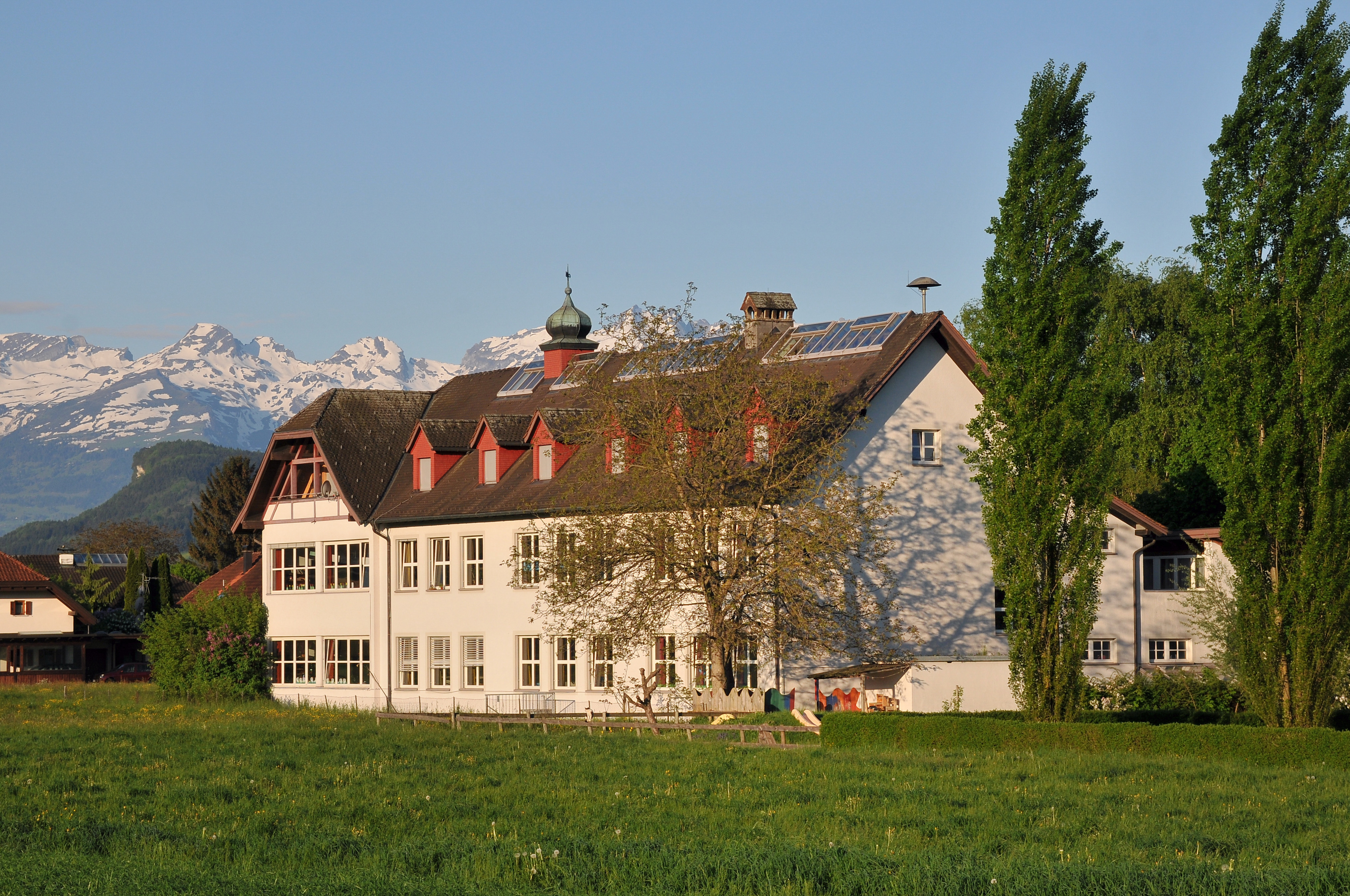
Volksschule Brederis

- Alte Pfarrkirche St. Anna (Brederiser Wiesen)
- Pfarrkirche Sankt Eusebius (Dorf)
- Sennhof Brederis (Jupident)
- Villa Rustica (Großfeld)

## Bewohner
Die Bewohner von Brederis, werden entweder Bresner oder oftmals auch Eusäbitöter genannt.

## Wirtschaft
Brederis hat drei Lebensmittelgeschäfte am Ortsrand, drei Lokale, zwei Autohäuser, zwei Autowerkstätten, ein Sportgeschäft, einen Drogeriemarkt, eine Tankstelle, eine Autowaschanlage, ein Bekleidungsgeschäft und eine Trafik. Neu hinzugekommen ist das Einkaufszentrum Passage 22, welches im Sommer 2015 eröffnet wurde.

## Vereine
- SK Brederis
- Golfclub Montfort
- Funkenzunft Brederis
- Elternverein Brederis
- Volk-Land-Zukunft Kulturverein Brederis

## Öffentliche Einrichtungen
In Brederis gibt es eine Volksschule und einen Kindergarten, und als Freizeiteinrichtung einen Sportplatz.

## Persönlichkeiten
- Josef Sigmund Nachbauer, Lehrer und Oberleutnant
- Andreas Madlener, Alpinist
- Christoph Metzler, Abgeordneter zum Vorarlberger Landtag

## Gewässer
- Paspels Seen
- Frutz
- Ehbach
- Mühlbach
- Frützelegraben
- Luttengraben